# Marco Villa
Marco Villa (n. 8 februarie 1969, Abbiategrasso, Lombardia, Italia) este un ciclist italian, medaliat olimpic. A participat la o ediție a Jocurilor Olimpice (2000) în care a câștigat o medalie de bronz.

## Participări
Lista de mai jos prezintă principalele competiții la care a participat Marco Villa de-a lungul carierei.
- cycling at the 2000 Summer Olympics – men's Madison[*]